# Pass Culture
Le texte peut changer fréquemment, n’est peut-être pas à jour et peut manquer de recul. 
Le titre et la description de l'acte concerné reposent sur la qualification juridique retenue lors de la rédaction de l'article et peuvent évoluer en même temps que celle-ci.
Le pass Culture est un dispositif d'accès aux activités culturelles mis en place par le gouvernement français à destination des jeunes entre quinze et vingt ans. Il se présente sous le format d'une application mobile gratuite et géolocalisée. Il permet aux jeunes inscrits de disposer d’un crédit qu’ils peuvent utiliser de façon autonome, alloué en fonction de leur âge, pour réserver des offres culturelles autour de chez eux. 
Depuis janvier 2022, dans le cadre de la politique de développement de l’éducation artistique et culturelle et d’un partenariat entre le ministère de la Culture et le ministère de l’Éducation nationale, de la Jeunesse et des Sports, le dispositif permet également aux enseignants de réserver des sorties scolaires pour les classes de la quatrième à la terminale, pour les établissements publics et privés sous contrat.
En décembre 2024, la Cour des comptes dresse un bilan très sévère du Pass culture dénonçant notamment un coût très élevé et le fait que celui-ci ne répondrait pas aux objectifs fixés de démocratisation des pratiques culturelles.

## Historique
En février 2019, le Pass Culture est lancé en phase de test dans cinq départements (Finistère, Guyane, Hérault, Bas-Rhin, Seine-Saint-Denis) puis élargi en juin 2019 à neuf départements supplémentaires (Ardennes, Côtes-d’Armor, Doubs, Ille-et-Vilaine, Morbihan, Nièvre, Saône-et-Loire, Val-de-Marne et le Vaucluse).
Le 21 mai 2021, le pass Culture a été généralisé à l’ensemble du territoire pour les jeunes de 18 ans.
En septembre 2021, une phase de test est lancée dans 18 établissements scolaires des académies de Versailles et de Bretagne pour le Pass Culture des moins de 18 ans.
En janvier 2022, le dispositif est généralisé à l'échelle nationale pour les groupes scolaires et à partir du 10 janvier pour les jeunes de 17 ans, du 20 janvier pour les jeunes de 16 ans et du 31 janvier pour les jeunes de 15 ans.
Promesse de campagne d'Emmanuel Macron, le Pass Culture fait l'objet de vives critiques quant à son efficacité, et aux rémunérations des personnes chargées de sa mise en œuvre,. Dès 2019, les rémunérations de dirigeants du Pass Culture sont ainsi critiquées : Isabelle Giordano, présidente du comité stratégique de la SAS (société par actions simplifiée) Pass culture, annonçait ainsi devant la commission des affaires culturelles de l’Assemblée nationale que la rémunération du président de la SAS, Damien Cuier, a été « revue à la baisse ». Ce dernier était rémunéré à hauteur de 170 000 euros par an. La presse pointe également du doigt la rémunération d'Éric Garandeau, qui travaille à tiers-temps pour la SAS et dont la rémunération atteindrait 6 000 euros mensuels. 651 600 euros auraient également été versés, selon Mediapart, à sa société, Garandeau Consulting, entre septembre 2018 et mai 2019.
Le dispositif est largement inspiré du « bonus cultura » italien, dont le bilan est également jugé mitigé.
En 2024, une transformation du Pass Culture est envisagée par la ministre de la Culture, Rachida Dati, afin de flécher plus fortement son usage vers le spectacle vivant sans pour autant gréver cet outil qui débloque du pouvoir d'achat aux jeunes.
Le décret du 27 février 2025 fait évoluer le Pass Culture : les jeunes de 18 ans ne bénéficient plus de 300 euros utilisables pendant 2 ans mais de 150 euros utilisables pendant 3 ans et les jeunes de 17 ans reçoivent 50 euros contre 30 euros auparavant. Les jeunes de 15 et 16 ans ne bénéficient par contre plus d'aucun crédit annuel.

## Caractéristiques

### Pour les jeunes de 17 à 18 ans
Le pass Culture est une application mobile et web permettant aux jeunes de réserver des offres  culturelles, gratuites et payantes. L'accès au dispositif est ouvert aux jeunes de 17 à 18 ans de nationalité française ou résidant en France depuis au moins un an.
Le dispositif permet aux jeunes de bénéficier d’un crédit en fonction de leur âge (50€ à 17 ans, 150€  à 18 ans), qu’ils peuvent dépenser dans une variété d’offres physiques ou numériques. Le crédit attribué à 17 ans est accumulable avec le crédit de 150€ euros attribué à 18 ans et peut-être dépensé jusqu’à la veille des 21 ans,.

### Pour les groupes scolaires
Le pass Culture comprend également un dispositif à destination des groupes scolaires de la classe de sixième (initialement quatrième) à la terminale et de bac pro. Il permet aux enseignants de réserver des activités pour leur classe dans le cadre de programmes d’activités d’éducation artistique et culturelle. Les écoles élémentaires de Marseille bénéficient également de ce financement.
Un crédit est attribué annuellement à l’établissement public local d’enseignement sur la base de ses effectifs : 25 € par élève pour les classes de la sixième à la troisième, 30 € par élève pour les élèves de seconde et CAP et 20 € par élève pour les élèves de première et de terminale.

### Pour les structures culturelles
Les structures culturelles qui souhaitent proposer des offres culturelles gratuites ou payantes et percevoir des paiements par le pass Culture doivent créer un compte "Pass culture pro" associé à leur numéro de SIRET ou à un lieu physique recevant du public.

## Offres culturelles disponibles
Les offres culturelles éligibles comprennent des biens physiques, des biens numériques, des sorties et des activités artistiques et culturelles. Elles sont accessibles dans la limite du crédit disponible pour le bénéficiaire.  
Il n’est pas possible de se faire livrer des biens matériels. Pour les moins de 18 ans, les offres numériques ne sont pas disponibles à l’exception de la presse en ligne et des ebooks. Pour les plus de 18 ans, les achats de biens numériques (ebook, SVoD, jeux vidéo…) sont plafonnés à 100 €.
Si un bénéficiaire souhaite réserver une offre ou un bien culturel entrant dans le cadre des offres éligibles mais qui n’est pas encore disponible sur le dispositif, il peut en adresser la demande à l’acteur culturel concerné.
Chacune des treize catégories suivantes d’offres culturelles répond à des critères précis listés sur le site et l’application : 
- films et vidéos ;
- cinéma ;
- conférences & rencontres ;
- jeux ;
- jeux vidéo ;
- livres ;
- musées, patrimoine, architecture ;
- musique ;
- pratiques artistiques ;
- spectacle vivant ;
- matériel Art créatif ;
- instruments de musique ;
- offres spécifiques pour les groupes scolaires.

## Résultats
Nouveau dispositif de politique culturelle de l'État, le Pass Culture s'inspirait d'une première expérience en Italie (le « Bonus Cultura » lancé en 2016). Il fut dès l'origine décrié quand il ne laissait pas de nombreux acteurs culturels sceptiques. 
Fin 2021, le dispositif revendique 800 000 utilisateurs. 
Depuis la généralisation du Pass Culture au 21 mai 2021, ce sont plus d'1,5 million de mangas qui ont été vendus à travers la France en 6 mois.
Au début de l’année 2022, l’application a dépassé le million d’utilisateurs, plus de 11 000 partenaires sont référencés (collectivités, acteurs culturels) avec plus de 6 millions de réservations. C'est 7,5 millions de livres qui auront été vendus en 2022 par le pass culture.
D’ici la fin 2022, 4 000 000 de jeunes devraient être concernés par le pass Culture.
Un rapport de l’inspection générale des affaires culturelles (IGAC) en date du 12 juillet 2024 s'interroge sur le rapport coût-bénéfice du dispositif qui ne favorise guère la curiosité des jeunes et la découverte de nouvelles pratiques, le passe n'étant qu'une simple plate-forme d’achat de biens. En 2024, l'achat de livres représente 43 % des achats, suivi par le cinéma à 24 % puis la musique à 19 %. En réponse au rapport de l'IGAC, la société responsable du dispositif promet la mise à disposition des données d'utilisation du passe d'ici la fin de l'année.
La dépense budgétaire liée au pass est passée de 93 millions d’euros en 2021 à 244 millions d’euros en 2024, ce qui représente un coût 2,6 fois plus élevé. À ce montant, il faut ajouter 80 millions d’euros qui concernent la part collective du pass, financée par le ministère de l’Éducation nationale et dédiée aux établissements scolaires. En décembre 2024, la Cour des comptes dresse un bilan sévère de cette mesure phare de la politique culturelle voulue par Emmanuel Macron. Les magistrats dénoncent une « croissance non maîtrisée des crédits », son impact « limité » dans la durée, le fait que 16 millions d’euros ont bénéficié à des jeux d'évasion. Pour Pierre Moscovici, le dispositif « n’a pas totalement réussi à toucher les jeunes les plus éloignés de l’offre culturelle ». D’une manière générale, le dispositif destiné aux jeunes de 18 ans a un coût très élevé et ne répondrait pas aux objectifs fixés de démocratisation des pratiques culturelles. 
Censé être pris en charge par des recettes issues du secteur privé, le pass est financé dans sa quasi-totalité par l’État et géré par une société privée.
Fin 2024, un rapport de la Cour des comptes sur le Pass culture conclut à un bilan limité en termes de démocratisation des pratiques, à une croissance des dépenses mal anticipée et à une gouvernance à revoir en profondeur. Dans The Conversation, Claude Poissenot en tire un bilan plus positif en comparant ses résultats avec ceux d'autres soutiens à la culture
En janvier 2025, la députée (apparentée RN) Anne Sicard révèle que le Puy du Fou est exclu du pass Culture, alors même que le rapport de la Cour des comptes a montré que « le dispositif pouvait financer des divertissements autrement moins culturels ».

## Enquête judiciaire
Dans un rapport intitulé Le Pass Culture : création et mise en œuvre, publié le 18 juillet 2023, la Cour des comptes reproche au gouvernement son recours « dans des conditions discutables » à des consultants extérieurs lors de la mise en place du dispositif. En novembre de la même année, une enquête pour favoritisme et détournement de fonds publics en lien avec les activités de conseil d'Éric Garandeau, missionné un temps par Françoise Nyssen pour piloter la mise en place du Pass Culture et qui a fait intervenir sa société comme sous-traitante du dispositif, est ouverte par le parquet national financier. Des perquisitions sont menées en juin 2024 au ministère de la Culture, à la Direction interministérielle du numérique (Dinum) et au domicile d'Éric Garandeau. En janvier 2025, l'enquête concernant Eric Garandeau est élargie à "prise illégale d'intérêt".